# Microsoft Power BI
Microsoft Power BI is een interactieve tool voor het visualiseren van data, ontwikkeld en uitgegeven door het Amerikaanse softwarebedrijf Microsoft. Het doel is om business intelligence beschikbaar te maken voor de eindgebruiker. Met Microsoft Power BI kunnen verschillende soorten data worden gecombineerd, om in een visueel dashboard managementinformatie weer te geven. Power BI is beschikbaar als Software as a Service (SaaS) en als onderdeel van Microsoft 365.

## Mogelijkheden

### Data combineren
Met Power BI kunnen organisaties en eindgebruikers alle data die beschikbaar is in de organisatie in de gaten houden. Gegevens van buiten de organisatie kunnen ook in de dashboards worden geïntegreerd. Zo is het bijvoorbeeld mogelijk om interne gegevens van klanten te koppelen aan gegevens van buiten, zoals gegevens van profielen op sociale media.

### Rapporten creëren en delen
Power BI is ontwikkeld om een self-service-BI-tool te zijn. Daardoor zou het mogelijk zijn om met minimale training zelf rapporten samen te stellen. Deze rapporten zijn te delen met collega's.

### Consistente analyse
Het is mogelijk om datamodellen of rapporten om te bouwen tot datamodellen, die in een database worden ingebouwd, bijvoorbeeld in SQL Server. Dit zorgt ervoor dat er binnen de hele organisatie altijd naar dezelfde rapporten en gegevens wordt gekeken en dat er dezelfde analyses kunnen worden toegepast.

### Visuele integratie met app of mobiele werkomgeving
Het is mogelijk om visuele en dynamische rapporten te integreren met een app of mobiele versie van de digitale werkomgeving. Zo kunnen medewerkers overal en altijd dezelfde rapporten inzien.

## Toepassingen
Microsoft Power BI is te gebruiken door verschillende onderdelen van een organisatie, zoals door afdelingen of managers van afdelingen. Voor de verkoop bijvoorbeeld voor antwoorden op vragen zoals: Worden algemene targets gehaald? Hoe presteren individuele medewerkers? en voor personeelsbeleid: Hoeveel opleidingspunten hebben medewerkers van verschillende afdelingen de afgelopen tijd behaald?. Maar ook voor de individuele medewerker kent het toepassingen, zoals het bijhouden van processen, die eventueel efficiënter kunnen worden gemaakt, of het monitoren van de eigen productiviteit in een bepaalde periode. Ten slotte is het voor het management of de directie van een bedrijf nuttig, omdat met een dergelijke toepassing van business intelligence continu processen kunnen worden aangepast om de activiteiten van een organisatie beter in lijn te brengen met de strategische doelen van de organisatie.
Microsoft Power BI wordt vaak toegepast in combinatie met SQL Server. In die samenstelling zijn er meer en betere mogelijkheden om gegevens te combineren en een consistent beeld weer te geven voor de gehele organisatie.
Microsoft Power BI is toe te passen voor specifieke beroepsgroepen, die eventueel ook zelfstandig werken. Een voorbeeld is het werk van de online marketingprofessional, die wellicht verschillende community's en websites leidt. Men kan met het programma bijvoorbeeld gegevens uit Google Analytics combineren met analyses uit bekende webservices als Twitter, Facebook, en LinkedIn om tot een overzicht van webverkeer te komen.

## Geschiedenis
Power BI is ontstaan uit de inzet van Microsoft om business intelligence intuïtiever en meer toegankelijk voor de eindgebruiker te maken. Over de loop van 2010-2019 is Microsoft begonnen met het integreren van verschillende elementen van Power BI in SQL Server en Excel. Deze beide programma's boden al eerder de bedoelde mogelijkheden. Power BI is sinds medio 2014 beschikbaar.

## Reviews
Consultancybedrijf Gartner zette Microsoft met de Power BI tool en SQL Server rechts bovenaan in hun 'Magical Quadrant' van business intelligence. Dit omdat Gartner na een analyse van de markt beoordeelt dat Microsoft in 2016 een van de drie partijen is met de meest uitgebreide visie voor business intelligence en analytics, en een van de drie partijen met de meeste praktische uitvoerbaarheid in hun tools. De andere twee partijen die Gartner aanmerkt als sterk ontwikkeld qua visie en uitvoerbaarheid zijn Tableau en Qlik.